# Maria Udrea
Pour les articles homonymes, voir Udrea.
Maria Ruxandra Udrea, née le 23 novembre 1990 à Bucarest, est une escrimeuse roumaine spécialiste de l'épée.
Udrea pratique d'abord le fleuret. Dans cette arme, elle remporte la médaille d'argent aux championnats d'Europe cadets à Novi Sad en 2008 et la médaille d'or au championnat de Roumanie en 2010. La disparition de l'équipe roumaine de fleuret la contraint à se tourner vers  l'épée.
Udrea rejoint l'équipe de Roumanie d'épée lors de son remaniement après les Jeux olympiques d'été de 2012 à Londres. En décembre 2012, elle remporte le Belgrade Trophy, un tournoi satellite de la Coupe du monde d'escrime. En 2013, elle obtient le bronze dans la compétition par équipes du Challenge International de Saint-Maur. Avec son club, le CSA Steaua Bucarest, elle monte à la deuxième place du podium dans la Coupe d'Europe des clubs champions à Naples. En mai 2013, elle se classe deuxième aux championnats de Roumanie après avoir été vaincue en finale par sa coéquipière Ana Maria Brânză et obtient avec cette dernière la médaille d'or par équipes. En juillet, elle remporte la médaille d'argent par équipes avec Brânză, Simona Pop et Amalia Tătăran aux championnats d'Europe 2013 à Zagreb. Aux championnats du monde 2013 à Budapest, elle est battue dans le tableau de 32 par l'Italienne Rossella Fiamingo, mais remporte la médaille de bronze par équipes. Elle termine 47e dans la Coupe du monde d'escrime 2012-2013.